# Puerto de la Cruz
Pour les articles homonymes, voir De la Cruz.
Puerto de la Cruz est une commune de la province de Santa Cruz de Tenerife dans la communauté autonome des Îles Canaries en Espagne. Elle est située au nord de l'île de Tenerife.
Puerto de la Cruz est le grand centre touristique du nord de Tenerife. La ville forme avec les communes de La Orotava, Los Realejos et d'autres encore une agglomération de 140 000 habitants.

## Géographie

### Localisation

Localisation de l'île de Tenerife dans les Îles Canaries.
Localisation de Puerto de la Cruz dans l'île de Tenerife.

|              | Océan Atlantique  |            |
| Los Realejos | Puerto de la Cruz | La Orotava |
|              | La Orotava        |            |

## Histoire
À l'origine Puerto de la Cruz était le port de la ville La Orotava qui se situe à l'arrière-pays. Lorsqu'en 1706 la ville de Garachico fut en partie ensevelie par la lave après une éruption volcanique, Puerto de la Cruz prit le relais et devint le port le plus important de la côte nord de l'île.
À la fin du XIXe siècle, les premiers touristes anglais découvrirent Puerto de la Cruz et à partir de 1950 la ville devint un important centre touristique.

## Démographie
| Année | Population | Densité   |
| ----- | ---------- | --------- |
| 1991  | 25 447     | 2 879/km² |
| 1996  | 24 542     | 2 776/km² |
| 2001  | 26 441     | 2 991/km² |
| 2002  | 30 446     | 3 444/km² |
| 2003  | 31 830     | 3 601/km² |
| 2004  | 30 088     | 3 404/km² |
| 2005  | 30 613     | 3 463/km² |
| 2006  | 30 585     | 3 460/km² |
| 2007  | 31 131     | 3 522/km² |
| 2009  | 32 219     | 3 691/km² |

## Patrimoine

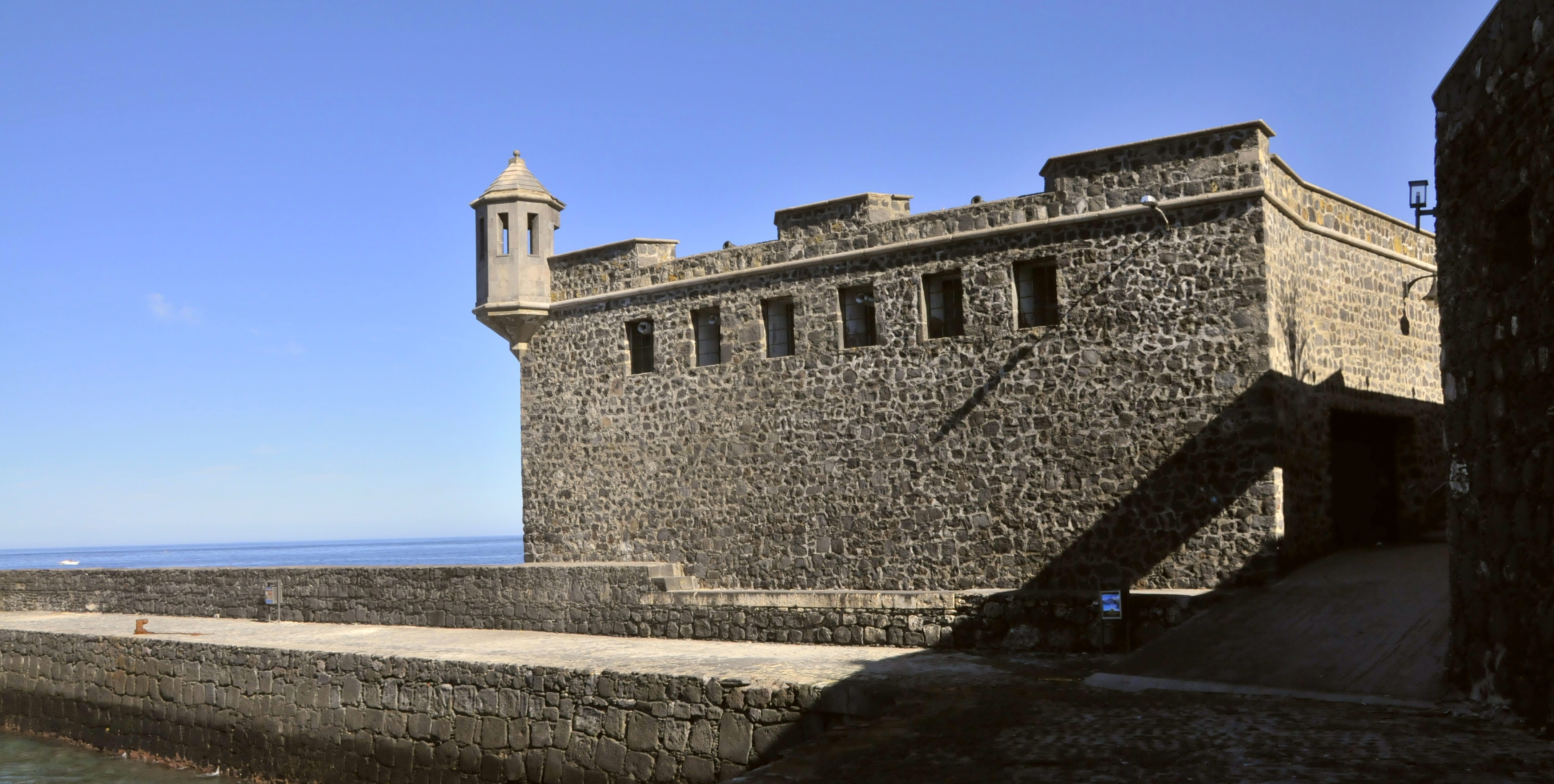
Château de San Felipe.

- L'église Iglesia Nuestra Señora de la Peña de Francia (fin du XVIIe siècle)
- Lago Martiánez, un grand ensemble de piscines conçu par le célèbre artiste et architecte César Manrique originaire de l'île voisine de Lanzarote.
- Le Castillo de San Felipe (XVIe siècle).
- Le front de mer.
- Le jardin d'acclimatation de La Orotava, fondé au XVIIIe siècle et dans lequel on peut admirer beaucoup de plantes tant des îles Canaries que d'autres parties du monde.
- Le jardin zoologique et botanique Loro Parque qui présente près de 800 animaux (dont des grands dauphins, des orques, des gorilles, des tigres, des manchots, des crocodiles...) sur une surface de plus de 50 000 m2. Le parc possède également une importante collection de perroquets (Loros en espagnol) de toutes sortes qui lui donnèrent son nom.
- L'église de Tous les Saints du XIXe siècle (de culte anglican).

## Jumelage
- Almuñecar (Espagne)
- Puerto La Cruz ()

## Galerie

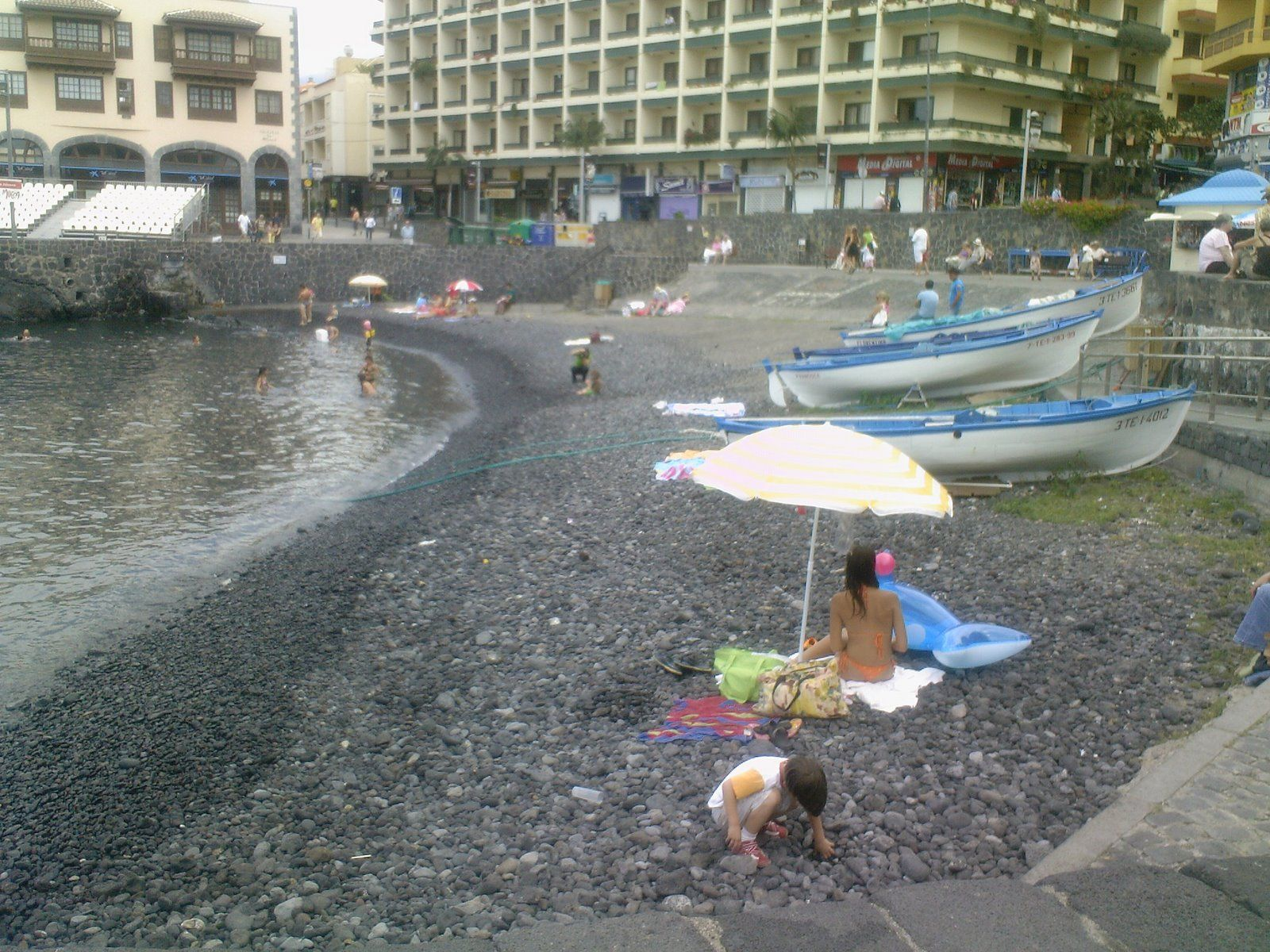
Vieux port.
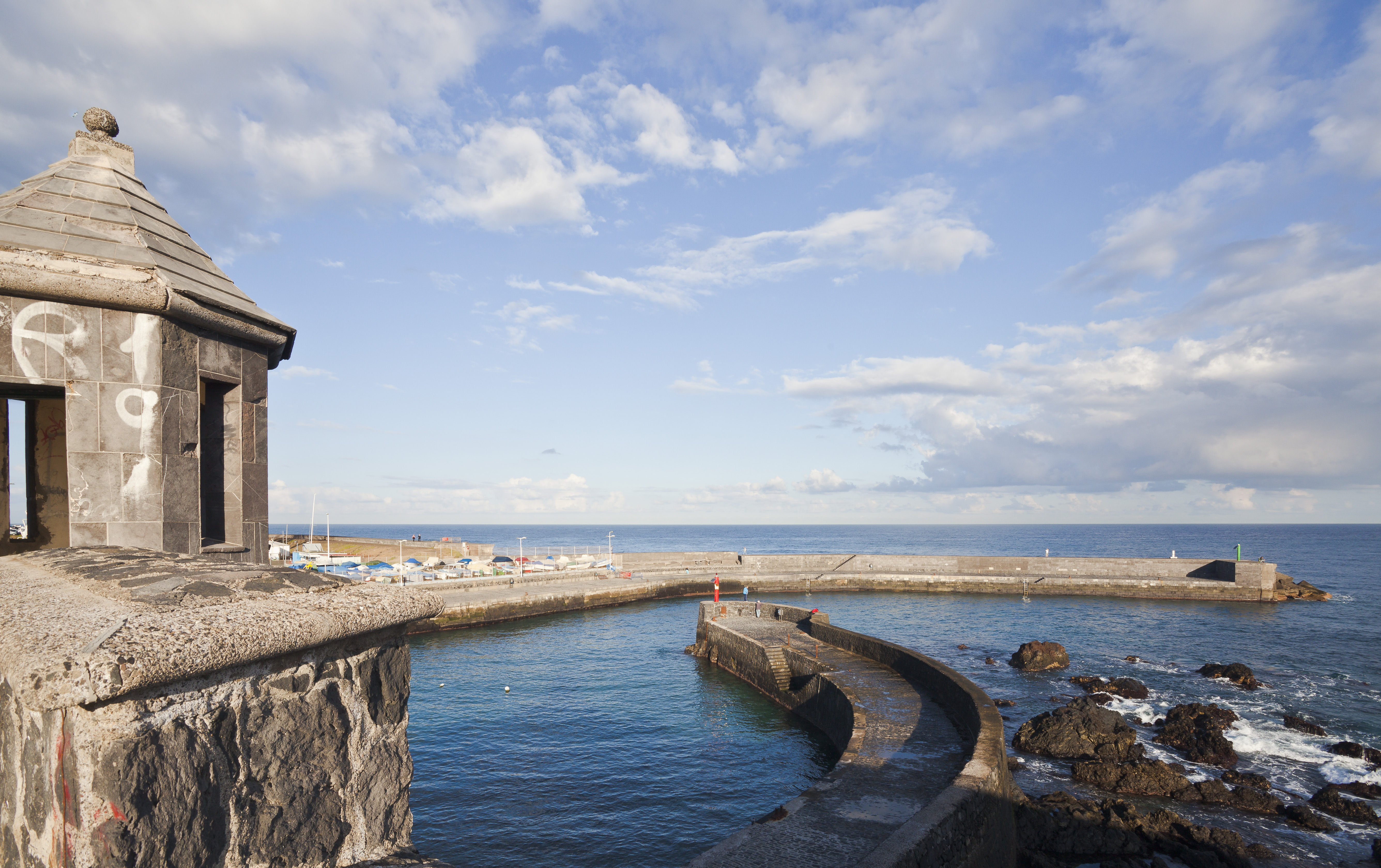
Vieux port.
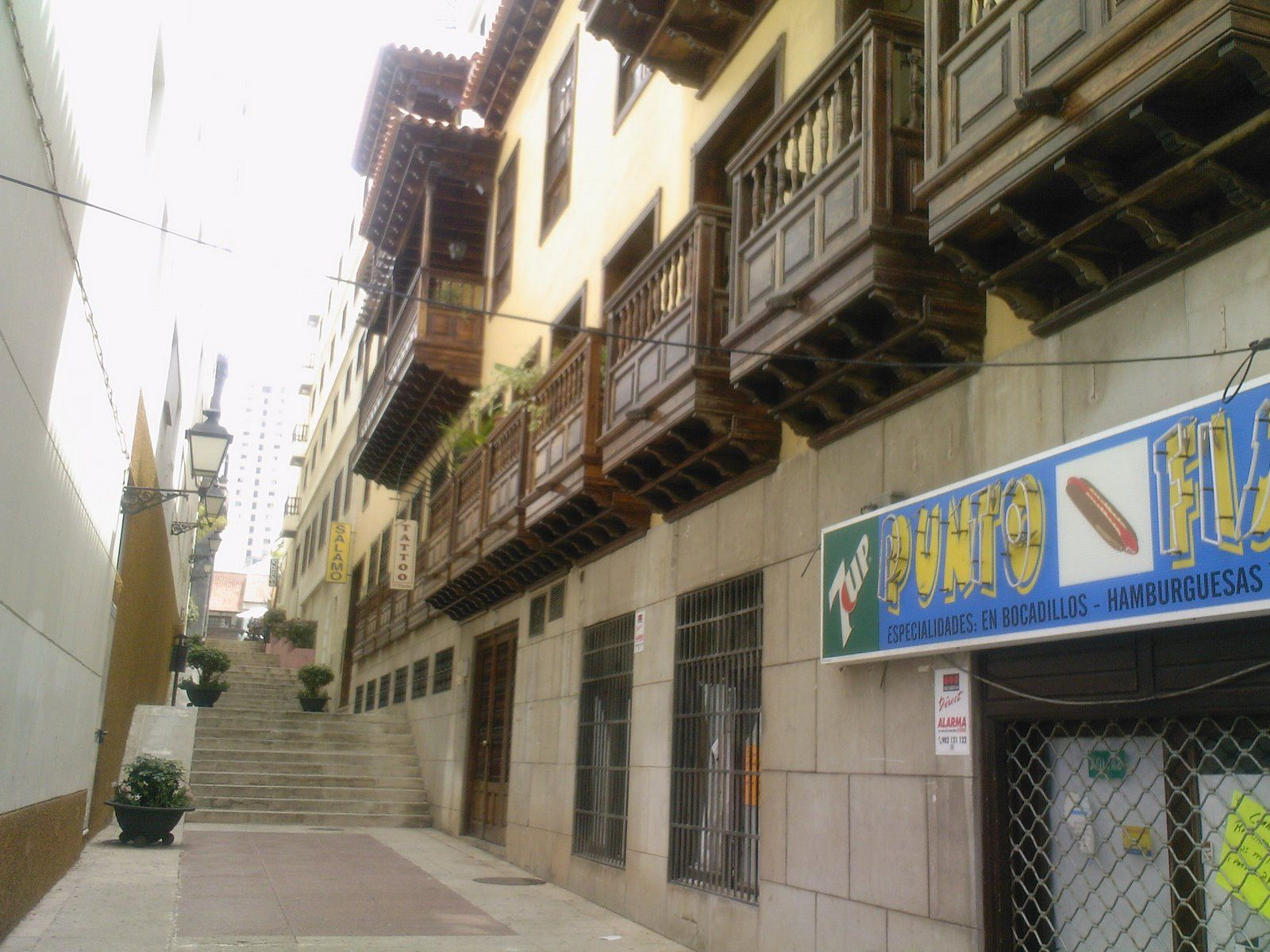
Maisons.
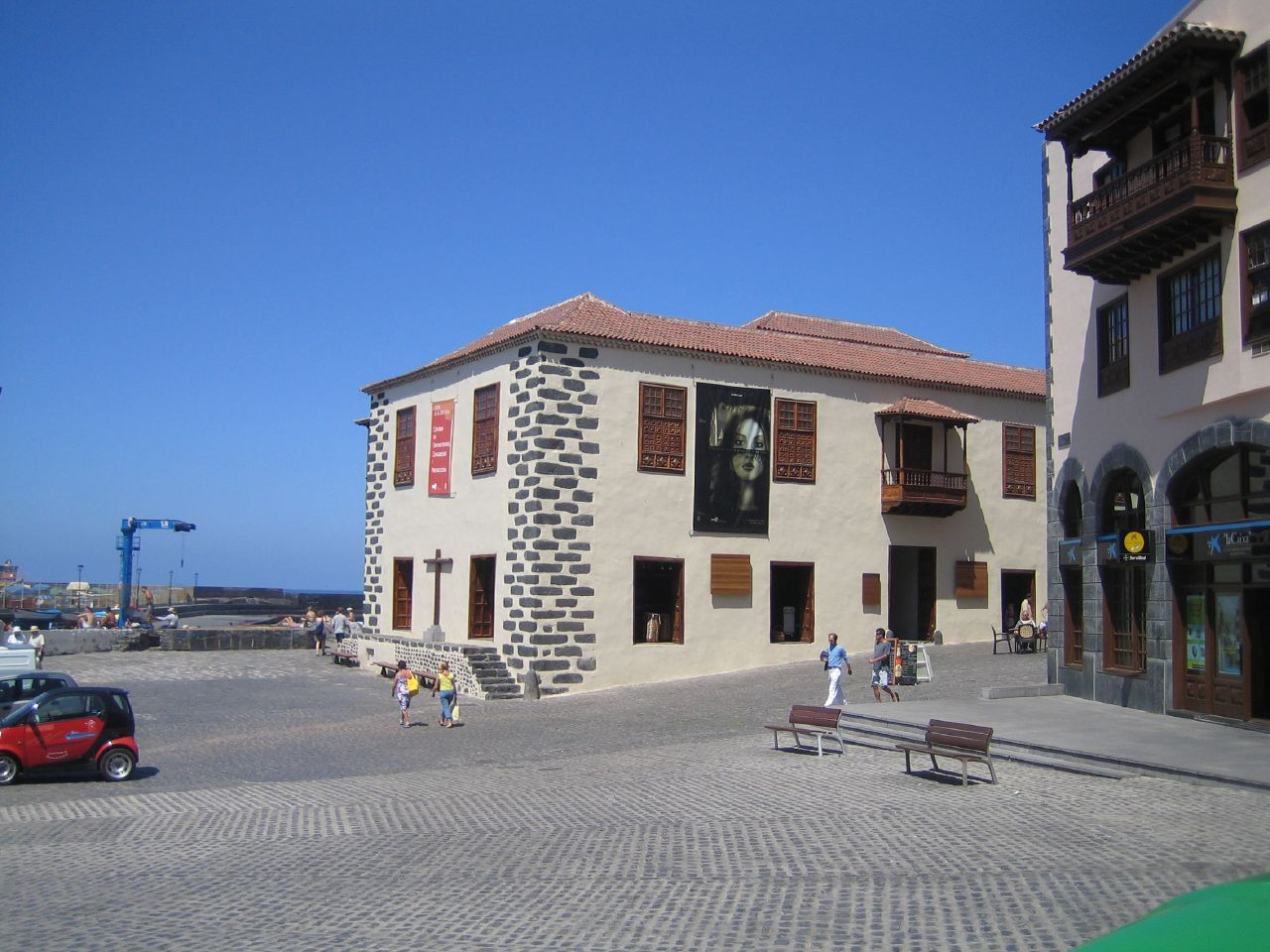
Maison Casa de la Aduana.
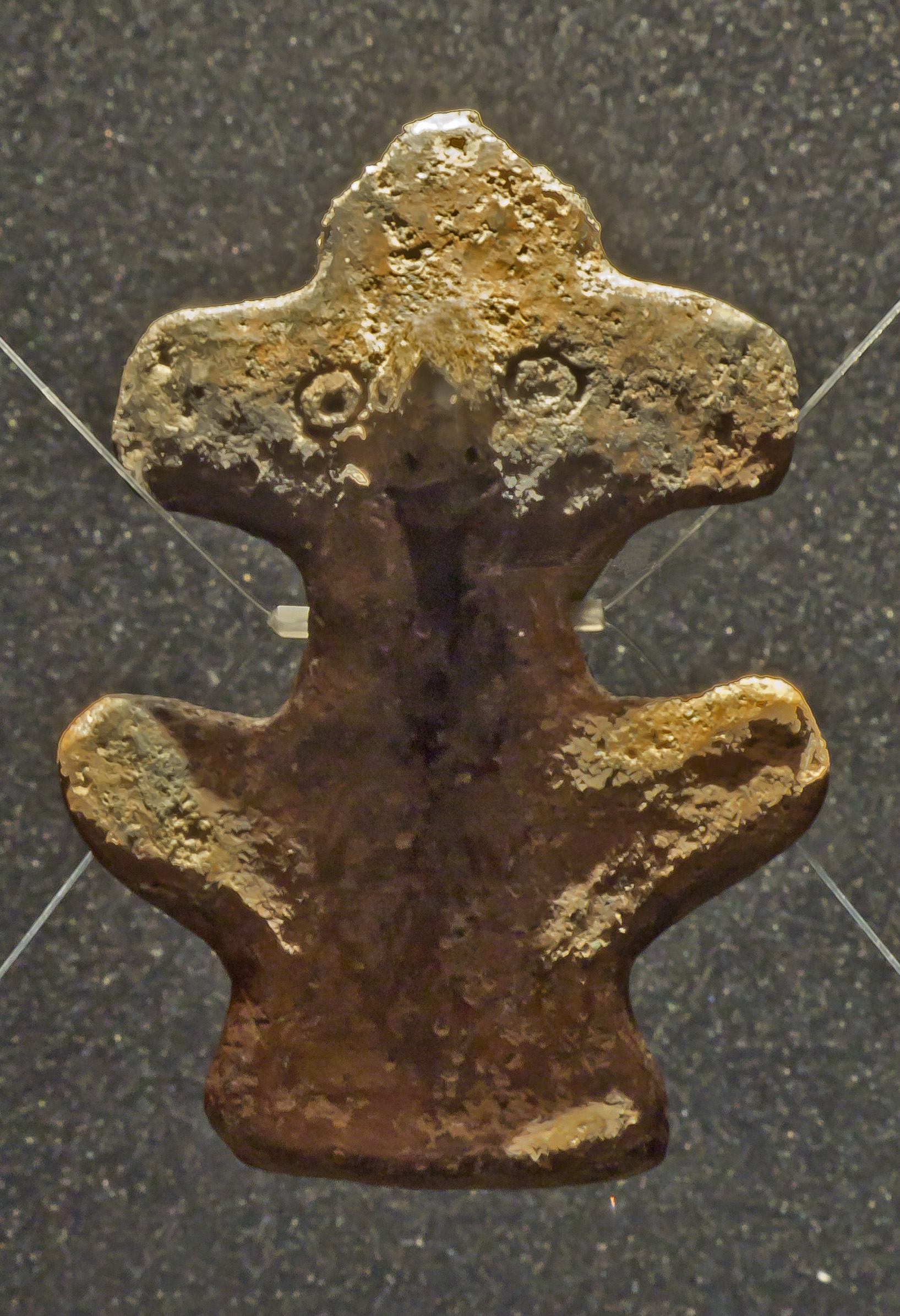
Idole Guanche de Guatimac (Musée archéologique de Puerto de la Cruz).
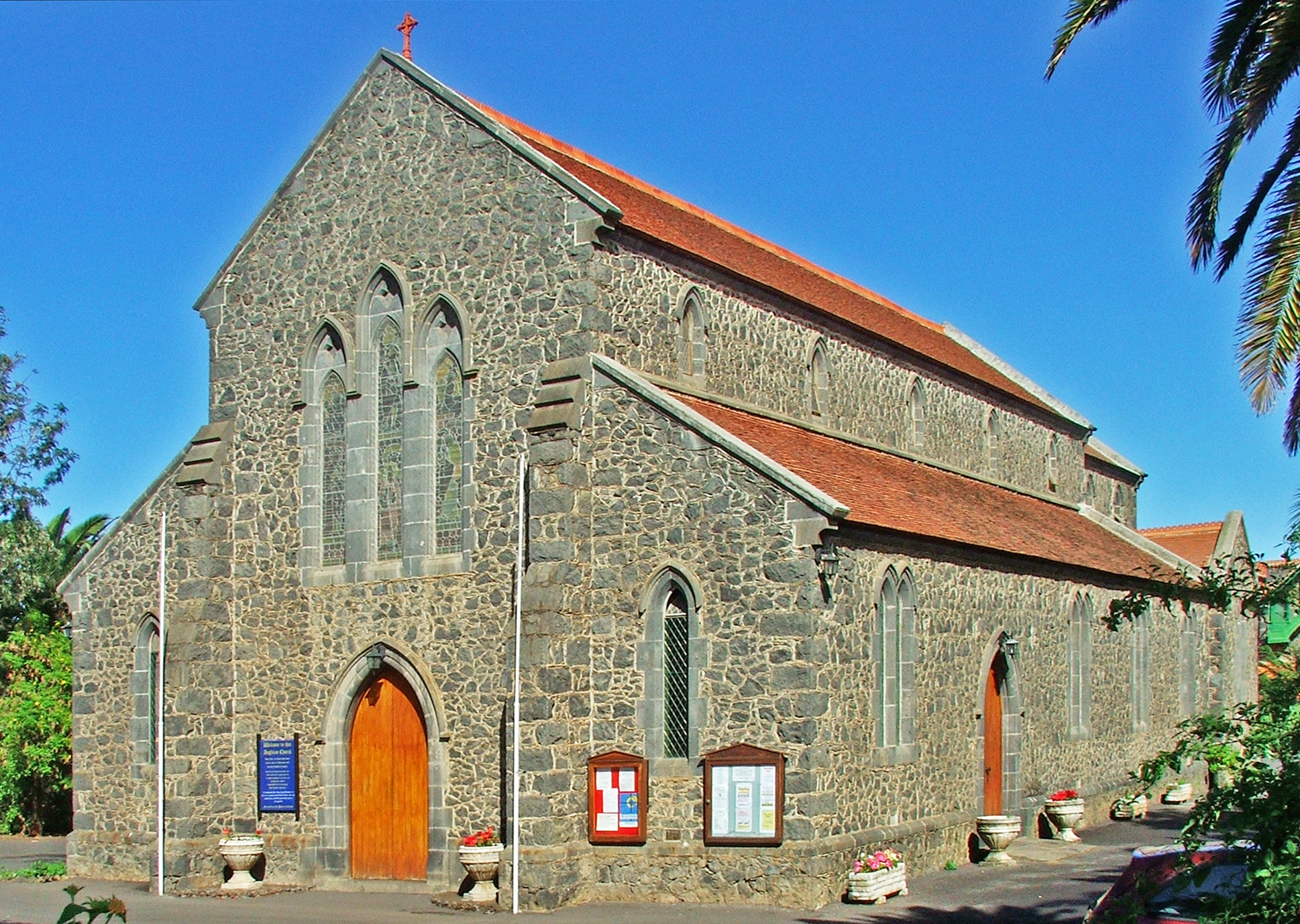
L'église de Tous les Saints (de culte anglican).
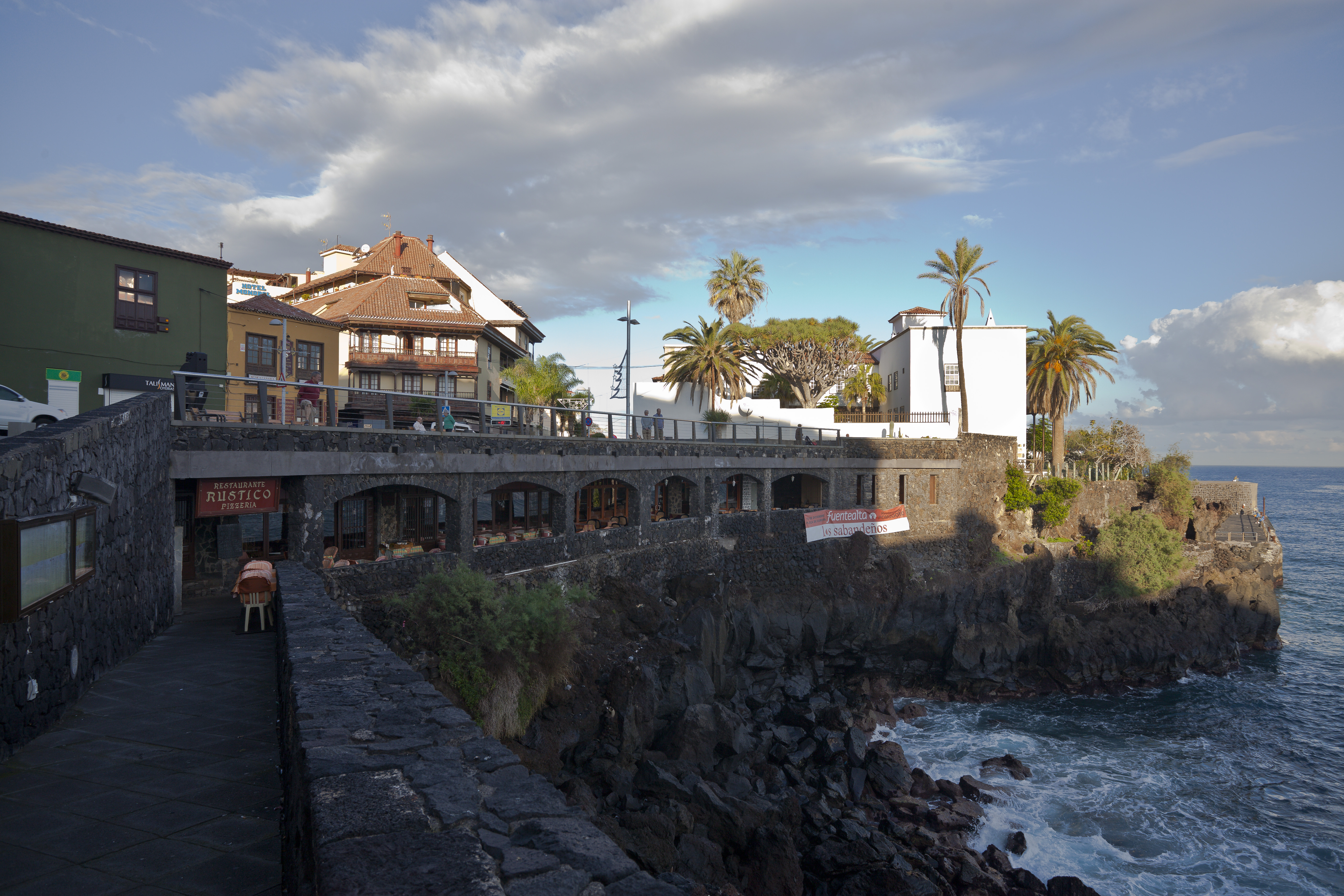
Côte de Puerto de la Cruz.